# Thelma Coyne Long
Thelma Dorothy Coyne Long (ur. 14 października 1918 w Sydney, zm. 13 kwietnia 2015 tamże) – australijska tenisistka.

## Życiorys
Thelma Long to jedna z czołowych australijskich tenisistek lat 30., 40. i 50. XX wieku. Jej kariera zawodowa trwała ponad dwadzieścia lat (od roku 1935), a obiecującej zawodniczce szyki popsuła nieco II wojna światowa. Bardzo długo czekała na pierwszy tytuł gry pojedynczej kobiet narodowego turnieju Australian Open, dziś otwierającego tenisowe rozgrywki wielkoszlemowe. Najbliżej była w roku 1940, ale przegrała 7:5, 4:6, 0:6 ze swoją rodaczką i deblową partnerką, Nancye Wynne Bolton. Przez pięć kolejnych lat międzynarodowe mistrzostwa Australii nie zostały rozegrane. Wojna przerwała Thelmie i Nancye serię pięciu z rzędu zwycięstw w grze podwójnej Australian Open w latach 1936–1940.
Od roku 1941 życie tenisowe zeszło na dalszy plan. 30 stycznia 1941 roku Thelma poślubiła Maurice’a Newton Long z Melbourne. Małżeństwo nie przetrwało drugiej wojny światowej.
Swoich sił Thelma próbowała także jako aktorka. Wystąpiła w amerykańskim musicalu „Kiss the Boys Goodbye” w roli Cleo. Film powstał w 1941 roku, a jego światowa premiera miała miejsce 1 sierpnia. Reżyserem musicalu jest Victor Schertzinger.
Podczas drugiej wojny światowej, w maju 1941 roku Thelma dołączyła do Czerwonego Krzyża w charakterze kierowcy transportu i pracowała w Melbourne. 19 lutego 1942 roku dołączyła do żeńskiej armii australijskiej. W kwietniu 1944 roku uzyskała nawet rangę kapitana. Za pracę w wojsku nagrodzona została Medalem Wojennym 1939/45 i Australian Service Medal 1939/45.
Gwiazda australijskiej tenisistki rozbłysła dopiero w latach 50. XX wieku. W latach 1952 i 1954 Long zdobyła dwa upragnione tytuły gry pojedynczej kobiet Australian Open. Gdy zdobywała drugi tytuł, miała 35 lat. Trzykrotnie dochodziła jeszcze do finałów, ulegając Nancye Wynne Bolton, Beryl Penrose i Mary Carter. W parze z Bolton Thelma zdobyła jeszcze pięć tytułów Australian Open w grze podwójnej, a z innymi partnerkami jeszcze trzy (ostatni w 1958 roku, w wieku czterdziestu lat). W grze mieszanej w australijskich mistrzostwach zdobyła cztery tytuły, ostatni w 1955 roku.
Ma na koncie dwa finały deblowe w innych imprezach wielkoszlemowych: Wimbledon 1957 z Mary Bevis Hawton i z tą samą zawodniczką French Open rok później. Zdobyła tytuł miksta French Open w 1956. Wygrała turniej w Cincinnati w grze pojedynczej i podwójnej.
Thelma Long sportową karierę zakończyła w 1958 roku.
Long pracowała jako wolontariuszka w State Library w Nowej Południowej Walii, za co również otrzymała wiele wyróżnień. 30 sierpnia 2000 otrzymała Australijski Medal Sportu, w 2002 została przyjęta do Australijskiej Tenisowej Galerii Sławy, a w 2013 do Międzynarodowej Tenisowej Galerii Sławy.